# František Jirásek (kronikář)
František Jirásek (13. dubna 1893 Lysá nad Labem – 27. prosince 1970 Praha) byl učitel, autor loutkových her, kronikář.

## Život
Původním povoláním byl učitel. Neustále se vzdělával (obrábění dřeva, vedení her mládeže, školní kinematografie, režie ochotnických divadel aj.). Soukromě studoval divadelní režii u Vojty Nováka. Přednášel v mnoha loutkářských kurzech. Napsal 19 loutkových her, několik loutkářských technických knížek, na 200 různých článků.
Jeho druhá žena, Anna Jiroudová, pocházela z Bílého Újezda. Tamní starobylá zvonice a kostel jej zaujaly natolik, že se začal zajímat o historii obce. Své bádání shrnul v díle Bílý Újezd – Dějiny obce s připojenou osadou Roudné. Dějiny o 9 dílech zahrnují období od neolitu až do roku 1966. Do konce svého života působil v Bílém Újezdě jako kronikář obce.

## Dílo

### Loutkové hry (výběr)
- Princezna Sofia (Praha : Dr. Jindř. Veselý, 1927)
- Psanec (Praha : A. Münzberg, 1930)
- Ať žije veselost (Holešov : Fr. J. Balatka, 1938)

### Loutkářské technické knížky
- 300 rekvisit pro loutková divadla (Choceň : Loutkář, 1928)
- Loutkářova příručka : 300 rekvisit pro loutková divadla (Praha : Dr. Jindř. Veselý, 1928)
- Stavba, osvětlení a režie loutkového divadla (Praha : Jos. R. Vilímek, 1930)
- Odhalená tajemství loutek (Praha : Jos. R. Vilímek, 1932)
- Loutkářova příručka : 360 rekvisit pro loutková divadla (Praha : Jos. R. Vilímek, 1932)
- Jak si zhotovím Scheinerovo loutkové divadlo (Praha : Jos. R. Vilímek, 1932)
- Scénování na loutkovém divadle (Praha : Jos. R. Vilímek, 1935)

### Historické práce
- Bílý Újezd – Dějiny obce s připojenou osadou Roudné, díl I.–IX. (Bílý Újezd : vlastním nákladem, 1958–1966)